# Bernie Rosenthal
Bernadette "Bernie" Rosenthal, è un personaggio dei fumetti, creato da Roger Stern (testi) e John Byrne (testi e disegni), pubblicato dalla Marvel Comics. La sua prima apparizione risale a Captain America (prima serie) n. 247 del luglio 1980.
Fa parte dei comprimari di Capitan America: è stata per un certo periodo la fidanzata di Steve Rogers, l'alter ego del supereroe.

## Biografia del personaggio
Bernie Rosenthal era una giovane soffiatrice di vetro che si trasferì nel quartiere di Brooklyn Heights; per l'occasione il suo amico Mike Farrel (ex compagno di college di Bernie e nuovo vicino di casa) diede una festa in suo onore e fu in quell'occasione che lei conobbe Steve Rogers: subito Bernie si sentì attratta da questo aitante ma misterioso ragazzo; infatti Steve aveva l'abitudine di "sparire" all'improvviso senza dare una spiegazione.
Ovviamente la ragazza non sapeva che il biondo disegnatore free lance da lei ammirato fosse in realtà il leggendario Capitan America, che andava a compiere il proprio dovere da solo o a capo dei "più potenti eroi della terra".
In breve Bernie e Steve cominciarono a frequentarsi e man mano che la loro relazione andava avanti Bernie si sentiva sempre più coinvolta, tanto da dichiararsi apertamente; anche Steve provava gli stessi sentimenti, ma non aveva il coraggio di prendersi un impegno tanto serio, questo a causa della sua doppia vita, infatti era difficile conciliare i doveri di Steve Rogers con quelli del suo alter ego.
Il caso volle che Bernie vide in azione il Capitano quando intervenne per fermare dei disordini provocati da un movimento per i diritti degli ebrei (guidato dall'ex marito di Bernie, Sam) durante un corteo filonazista: le parole di Cap, in cui condannava i metodi violenti dei primi e l'orrenda ideologia dei secondi, più un'accurata osservazione del suo volto, le fecero intuire la verità sulla doppia vita di Steve; tuttavia, nonostante la scioccante scoperta, i sentimenti che la ragazza provava per l'eroe non vennero meno, anzi, il non avere più segreti rese il loro rapporto ancora più forte: spesso era Bernie a "coprire" le sparizioni di Steve con degli alibi fasulli.
Nonostante i pericoli a cui andava incontro (fu rapita in un paio di occasioni dal Barone Zemo e dal Teschio Rosso), Bernie desiderava tanto sposarsi con Steve, tanto che lei lo presentò alla sua famiglia: tuttavia Bernie dovette trasferirsi a Los Angeles per studiare legge e i due provarono a mantenere una storia a distanza, ma infine la ragazza decise di lasciarlo, in quanto le sarebbe stato impossibile proseguire la relazione.
Steve comunque rimase in buonissimi rapporti con Bernie (una delle poche persone a conoscere entrambi i suoi alter ego) tanto che Cap chiese più volte il suo consiglio per questioni importanti, come quella volta che il governo ordinò a Rogers di dimettersi dal ruolo di Capitan America per dare il costume e lo scudo al Super Patriota alias John Walker.
Alcuni anni dopo, divenuta avvocatessa, Bernie tornò a New York dove iniziò la sua brillante carriera; decise di riallacciare la relazione con Rogers tornando a corteggiarlo, ma questi ormai aveva intrapreso una nuova relazione sentimentale con Rachel Leighton alias l'avventuriera in costume nota come Diamante. I due rimasero quindi solo amici; l'ultima volta che Cap vide Bernie lei era in aula durante un processo.

### Civil War
Bernie ha confessato al suo vecchio amico Josh Cooper, ex vicino di casa e amico di Steve, di aver assistito all'omicidio di Cap, avvenuto alla fine di Civil War: Bernie si recò in tribunale per dare conforto a Steve, e vide con i suoi occhi il momento in cui Cap venne colpito dal proiettile del cecchino. A causa del dispiacere dovuto alla sua morte, Bernie si è trasferita nel Nuovo Messico.
Divenuta un brillante avvocato di successo, Bernie ha accettato la richiesta del redivivo Steve Rogers di difendere Bucky Barnes quando viene processato per tradimento verso gli Stati Uniti per i reati commessi nei panni del Soldato d'Inverno, concentrando la sua linea difensiva sul fatto che all'epoca egli era condizionato mentalmente, e riuscendo alla fine a farlo assolvere dalle accuse.